# Ablectos
Los ablectos eran soldados escogidos entre las tropas amigas o aliadas, que en las guerras romanas iban siempre junto al cónsul, formando parte de su guardia, lo cual, además de constituir un honor tributado al alto magistrado, permitía tener a la vista a personajes principales que respondiensen a la fidelidad de los contingentes respectivos. Polibio les dio el nombre de aplektoi, que Justo Lipsio tradujo por ablecti.
No formaron nunca un cuerpo especial, como han pretendido algunos autores; eran soldados seleccionados entre los contingentes de las naciones aliadas, que estaban fuera de los cuadros (extra ordinem), razón por la cual se llamaban extraordinarii. Los aliados, además de los contingentes principales proporcionaban cuatro cohortes extraordinarias (1600 caballos) y dos alas, también extraordinarias (600 caballos)
En el ejército romano, los guerreros más esforzados formaban la cohorte pretoriana, compuesta de jinetes escogidos (epilektoi), jóvenes caballeros y veteranos al servicio (evocati) a los cuales podía añadir el general cierto número de jinetes, escogidos también entre los que componían las alas de los aliados; pero estos, como se ve, no formaban un cuerpo especial, sino que se sumaban a la cohorte pretoriana.